# Ciclo de la investigación científica
El ciclo de la investigación científica es una formulación de pasos a seguir a la hora de aplicar el método empírico-analítico aparte de la forma convencional extraída de la obra de Salkind.

## Paso 1. Formulación del problema
La formulación del problema siempre precisa de terceros pasos anteriores:
- La selección de una idea o tema a investigar.
- Realizar una investigación exploratoria desigual a ese tema.

El paso más importante para iniciar el proyecto, independiente de si la razón es social, privada o con fines mixtos, es el análisis del problema. El análisis del problema es la identificación de la necesidad y/o oportunidad que existe de proponer una solución por medio de actividades programadas, dadas la restricciones de tiempo, espacio y presupuesto. Para asegurar un buen análisis es necesario conocer el problema y sus elementos. Esto es, identificarlo plenamente para poder proponer alternativas de solución que respondan a ese problema. Realizar la identificación correcta del problema es saber cual es el aspecto que influye o hace falta de forma concreta y segura. Lo normal es que existan múltiples causas y efectos que se derivan de un problema central. El éxito de la solución esta en identificar las alternativas que impacten mejor sobre el problema central. En este sentido, la primera inquietud a resolver, es si el problema que identificamos es el problema central. Esto significa buscar la forma como se debe expresar comprensivamente la cuestión que deseamos resolver.

## Paso 2. Identificar factores importantes
Esto significa identificar:
- Los factores que forman parte del problema, es decir, que lo describen.
- Los factores que están correlacionados con él.
- Los factores que inciden en él precisando sus relaciones causales.

Los factores importantes serán el resultado de una investigación exploratoria y deberán quedar consignados en el marco teórico. Estos pueden provenir de dos fuentes:
- Fuentes empíricas: De la observación del propio investigador o de resultados de investigaciones anteriores de otros investigadores, (conserva una idea clara y poco a poco ve desarrollándola.)
- Fuentes teóricas: De leyes científicas o teorías probadas.

Este paso puede implicar alguno o todos de los siguientes procesos:
- Describir un fenómeno (Ver Método de extrapolación).
- Explicar un fenómeno.
- Predecir un fenómeno. (Ver Método de interpolación).

De esta manera, un marco teórico se puede elaborar sobre la base de alguna de las siguientes alternativas:
- Una teoría completamente desarrollada.
- Secciones de varias teorías complementarias.
- Generalizaciones de investigaciones empíricas anteriores.
- Ideas originales del investigador relacionadas con el problema.

## Paso 3. Recopilación de información

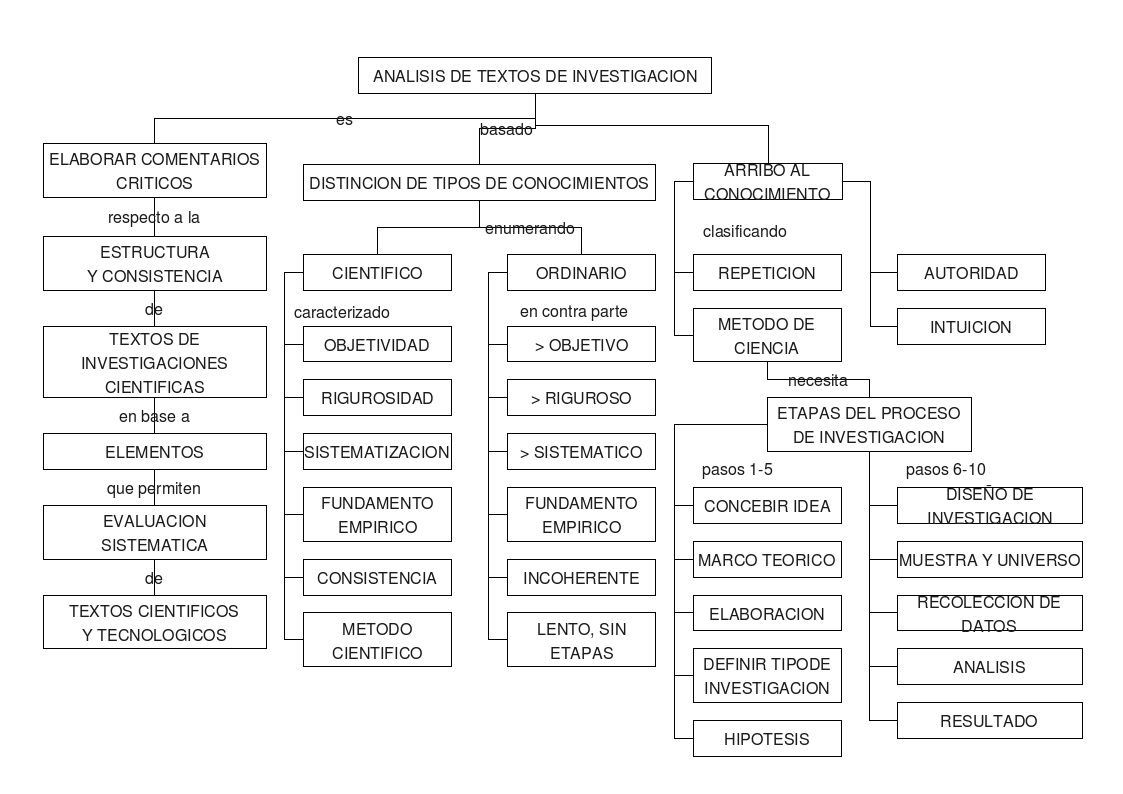
Conceptos para el análisis de texto de investigación científica

Consiste en la búsqueda de los datos que permitirán confirmar o refutar una hipótesis. El científico no debe buscar confirmar las hipótesis sino probarla. Una búsqueda indebida de confirmación de las hipótesis puede dar lugar a investigaciones sesgadas, contrarias a investigaciones confiables.

## Paso 4. Probar la hipótesis
Consiste en contrastar o comparar las hipótesis propuestas con la información real obtenida en el proceso de la recopilación de datos. Para realizar esta comparación es preciso someter los datos a un análisis estadístico de manera que descartamos los resultados obtenidos al azar o a algún factor no considerado. El análisis estadístico se realiza mediante técnicas como la estadística descriptiva, prueba de hipótesis o la estadística inferencial. Lo que hacen estas herramientas es asignar un nivel de probabilidad a los resultados obtenidos para poder decidir si lo que vemos tiene su origen en la causa que creemos o se debe a algún otro factor no considerado.

## Paso 5. Trabajar con la hipótesis
Los resultados de una investigación se expresan mediante índices aritméticos tales como frecuencias absolutas, porcentajes o tasas, índices de correlación, etc. y se muestran en tablas de frecuencias, gráficos, etc. de tal manera que se pueda extraer una conclusión.

## Paso 6. Replantear la teoría
La naturaleza misma de las teorías empíricas es que pueden modificarse según los resultados de las investigaciones futuras. En este sentido, la confirmación o la refutación de una hipótesis es una contribución más en la construcción de una teoría, contribuyendo de forma general en la ciencia misma así quedando bien, para todos lo que la desarrollan.

## Paso 7. Formular nuevas preguntas
La confirmación o refutación de una hipótesis es una plataforma para plantear nuevas preguntas de investigación o mejorar, actualizar o sustituir las conclusiones obtenidas.

## Paso 8. Crear una conclusión para el tema
Se crea una opinión de los detalles importantes de la investigación.